# Cixi (Zhejiang)
Cixi ⓘ (en chino, 慈溪市; pinyin, Cíxī shì) es una municipio bajo la administración directa de la subprovincia de Ningbo en la Provincia de Zhejiang, República Popular China. Su área es de 1321 km² y su población para 2017 superó los 1,5 millones de habitantes.
Su área construida de aglomeración urbana, en gran parte contigua a Cixi más la ciudad-condado de Yuyao, tenía 3 083 520 habitantes.

## Historia
Cixi formó parte del estado de Yue en el período de primavera y otoño (770-476 a. C.). El condado se estableció en la dinastía Qin. Al principio se llamaba Gouzhang y ha estado usando el nombre de Cixi desde el reinado de Kaiyuan de la dinastía Tang (738 d. C.).

## Geografía
La ciudad de Cixi está ubicada al sur del círculo económico del delta del río Yangtsé, y está a 60km de Ningbo en el este, 148km de Shanghái en el norte y 138km de Hangzhou en el oeste.

## Divisiones administrativas
Subdistritos:
- Subdistrito de Baisha Road (白沙路街道), Subdistrito de Gutang (古塘街道), Subdistrito de Hushan (浒山街道), Subdistrito de Kandun (坎墩街道), Subdistrito de Zonghan (宗汉街道)

Pueblos:
- Andong (庵东镇), Changhe (长河镇), Chongshou (崇寿镇), Fuhai (附海镇), Guanhaiwei (观海卫镇), Henghe (横河镇), Kuangyan (匡堰镇), Longshan (龙山镇) ), Qiaotou (桥头镇), Shengshan (胜山镇), Tianyuan (天元镇), Xiaolin (逍林镇), Xinpu (新浦镇), Zhangqi (掌起镇), Zhouxiang (周巷镇)

## Clima
Cixi tiene un clima monzónico subtropical, con una temperatura media anual de 16 °C.

## Transporte
Cixi tiene un sistema de transporte público eficaz. Se proporcionan conexiones por carretera a todas las ciudades principales, los tiempos de viaje típicos son de 1,5 horas o menos en automóvil, incluido el acceso a los cuatro aeropuertos principales, Aeropuerto Internacional de Ningbo Lishe, de Hangzhou-Xiaoshan, de Shanghái-Hongqiao y de Shanghái-Pudong. Shanghái y Ningbo también son los puertos marítimos más cercanos.

## Economía
Cixi es una importante ciudad manufacturera en el norte de la provincia de Zhejiang. El nuevo distrito de la bahía de Hangzhou se encuentra en la ciudad.

## Población
Cixi está acelerando la construcción de una ciudad moderna de escala media, con una superficie total de 1361km2 con una población de 1,83 millones según el censo de 2020, incluidos 1,04 millones de residentes permanentes registrados y un millón de residentes temporales. Quince pueblos y cinco subdistritos están bajo la jurisdicción de la ciudad de Cixi y hay 325 pueblos administrativos, incluidos comités y comunidades.

## Cultura
La ciudad alberga muchos sitios de hornos Yue, que son ampliamente considerados  como uno de los orígenes de la porcelana china.

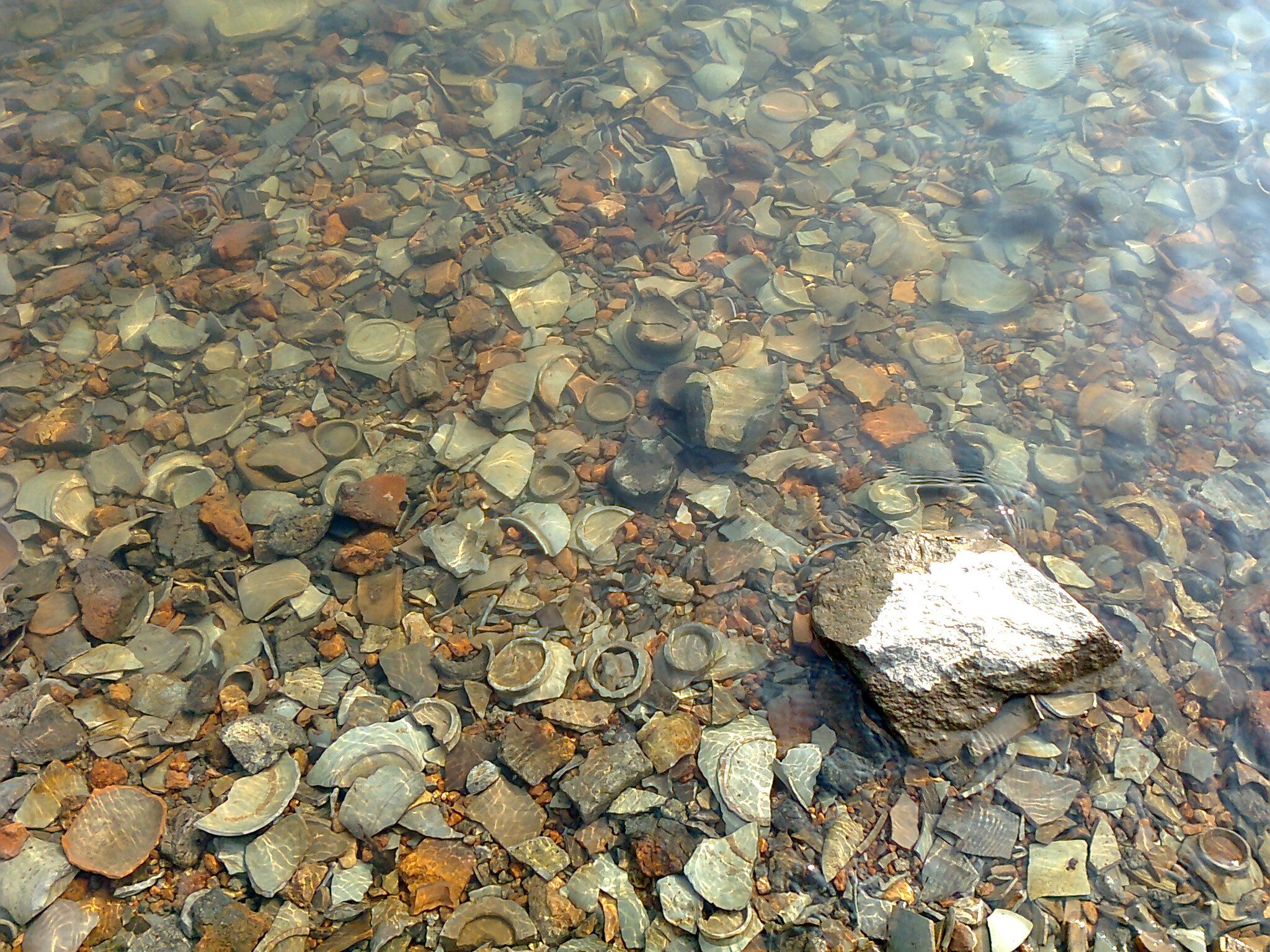
Piezas de celadón en un sitio de horno Yue.

Cixi tiene la tradición de defender la cultura y enfatizar la educación, con un trasfondo cultural que cultivó tres culturas regionales, «celadón, recuperación e inmigración». El celadón del lago Shanglin se ha vendido en el extranjero como una «Ruta Marítima de la Seda» al mundo, el área histórica de recuperación de esteros se ha convertido en una de las áreas con los recursos de reserva de tierras más abundantes en la provincia de Zhejiang, y la cultura de inmigración tiene varios años de historia.
Cixi fue catalogado como la «base de demostración para el aprendizaje digital comunitario en la ciudad y el campo nacional» por el Ministerio de Educación en 2010 y 2011.

## Personas célebres
- Han Qide, científico médico y expresidente de la Asociación China de Ciencia y Tecnología.
- Han Zheng, miembro del Comité Permanente del Buró Político del Comité Central del PCCh.
- Ing Chang-ki, magnate industrial de Taiwán.
- Lu Yongxiang, académico y expresidente de la Academia de Ciencias de China.
- Lu Zhangong, miembro del XIX Comité Central del PCCh.
- Tan Jiazhen, fundador de la genética china moderna.
- Zhou Xinfang, Maestro de la Ópera de Beijing.